# Джонсон, Дон
До́нни Уэйн Джо́нсон (англ. Donnie Wayne Johnson; род. 15 декабря 1949) — американский актёр, продюсер, режиссер, певец и автор песен. Он сыграл роль Джеймса «Сонни» Крокетта в телесериале 1980-х годов «Полиция Майами», получив за эту роль «Золотой глобус». Он также сыграл главного героя в сериале 1990-х годов «Детектив Нэш Бриджес».
Джонсон снялся в таких фильмах, как «Парень и его собака» (1975), «Харли Дэвидсон и Ковбой Мальборо» (1991), «Жестяной кубок» (1996), «Мачете» (2010), «Джанго освобожденный» (2012) и «Достать ножи» (2019).
Как певец, Джонсон выпустил альбомы Heartbeat (1986) и Let It Roll (1989). Его кавер-версия «Heartbeat» заняла 5-е место в Billboard Hot 100.
Джонсон получил звезду на Голливудской «Аллее славы» в 1996 году.

## Ранние годы
Донни Уэйн Джонсон родился во Флэт-Крике, штат Миссури, семье фермера Уэйна Фреда Джонсона и косметолога Нелл Уилсон. На момент его рождения отцу было 19 лет, а матери 17 лет. Когда ему было 11 лет, родители развелись, и вместе с матерью и ещё четырьмя детьми Дон переехал в Уичиту в Канзасе. В подростковом возрасте у него были конфликты с законом. Его актёрский талант открылся ещё в школьные годы. Одна из преподавательниц помогла Дону получить театральную стипендию в Университете Канзаса, но, проучившись там год, Дон бросил его и перебрался в Сан-Франциско.

## Актёрская карьера

### Конец 1960-х — 1983 год
Дон Джонсон получил первую роль в рок-мюзикле «Your Own Thing» в Американском театре-консерватории в Сан-Франциско. В 1969 году Джонсон получил главную роль Смитти в «Fortune and Men’s Eyes» Сэла Минео.
Дебют Джонсона на экране состоялся спустя год в фильме «Волшебный сад Стенли Суитхарта» (англ. The Magic Garden Of Stanley Sweetheart). Впервые он ненадолго обратил на себя внимание главной ролью Вика в научно-фантастическом фильме 1975 года «Парень и его собака», за который в том же году Дон Джонсон получил премию «Сатурн» как лучший исполнитель главной роли. Однако развить этот первый успех Дону Джонсону не удалось: сериал с его участием был закрыт после выпуска пяти пилотных серий.

### «Полиция Майами», 1984 год — начало 1990-х годов
Дон Джонсон получил известность благодаря роли полицейского Джеймса (Сонни) Крокетта в американском телесериале «Полиция Майами» (1984—1989). Герой пришёлся по нраву зрителям — в нём удачно сочетались очаровательное беспутство плейбоя с бесстрашием и принципиальностью полицейского. Эта роль принесла Джонсону две номинации на «Золотой глобус» в 1986-87 годах и номинацию на «Эмми» в 1986 году. Свой «Золотой глобус» Джонсон получил в 1986 году в категории «Лучший исполнитель главной роли». В конце 1980-х годов Дон Джонсон был одним из самых популярных актёров в мире. Свой успех Джонсон решил закрепить в классическом кино, на этой цели он сконцентрировался в последующие годы.

Я лучше, чем Пачино. Я лучше, чем Де Ниро. Они получили внешность, а я получил талант.
— Дон Джонсон

### 1990-е годы — 2001 год
Из-за роли в «Полиции Майами» Джонсон практически не снимался в кино: с 1984 года вышло всего три фильма с его участием: «Прекратить огонь!» (англ. Cease Fire, 1985), «Приятный танец сердец» (англ. Sweet Hearts Dance) с Сьюзан Сарандон и Джеффом Дэниэлсом (1988) и «Насмерть» (1989). Фильм 1990 года «Игра с огнём» стал коммерческой неудачей, как и фильмы того же периода — «Рай» (1991), «Харли Дэвидсон и Ковбой Мальборо» (1991) и «Уроки любви») (1993).
В последующие годы Джонсон вновь работал на телевидении. В сериале «Детектив Нэш Бриджес» (1996—2001) Дон Джонсон сыграл заглавную роль полицейского в Сан-Франциско, расследующего преступления вместе со своим коллегой Джо Домингесом в исполнении Чича Марина. Комедия «Жестяной кубок» (англ. Tin Cup) (1996), где партнёром Джонсона выступил Кевин Костнер, также не принесла актёру желанного успеха в кинематографе. В том же году за свои заслуги Дон Джонсон удостоился звезды на «Аллее славы» в Голливуде.

### После 2001 года
В 2003 году Дон Джонсон снялся с Джоном Хёрдом и Джинн Трипплхорн в телевизионном фильме «Слово чести» (англ. Word of Honor). В 2005 году Джонсон получил главную роль Гранта Купера в сериале «Just Legal», который закрылся после первого сезона. В 2006 году Джонсон снялся в семейном фильме «Moondance Alexander» и итальянском триллере «Bastardi». С января по март 2007 года Джонсон играл Натана Детройта в лондонском театре на Вест-Энде в мюзикле «Парни и куколки». Он снялся в фильме «Однажды в Риме» с Дэнни Де Вито, Анжеликой Хьюстон и Кристен Белл.
В 2015 году Джонсон вернулся на телевидение с центральной ролью в сериале ABC «Кровь и нефть».

## Музыкальная карьера
Дон Джонсон выпустил два альбома поп-музыки в 1980-х годах — Heartbeat (1986) и Let it roll (1989). Его сингл Heartbeat с заглавной песней одноимённого альбома достигла пятой позиции в чарте Billboard Hot 100. В 1988 году записал в дуэте с Барброй Стрейзанд песню «Till I Loved You». В 2002 году Стрейзанд включила данную песню в сборник своих лучших дуэтов Duets.

## Личная жизнь

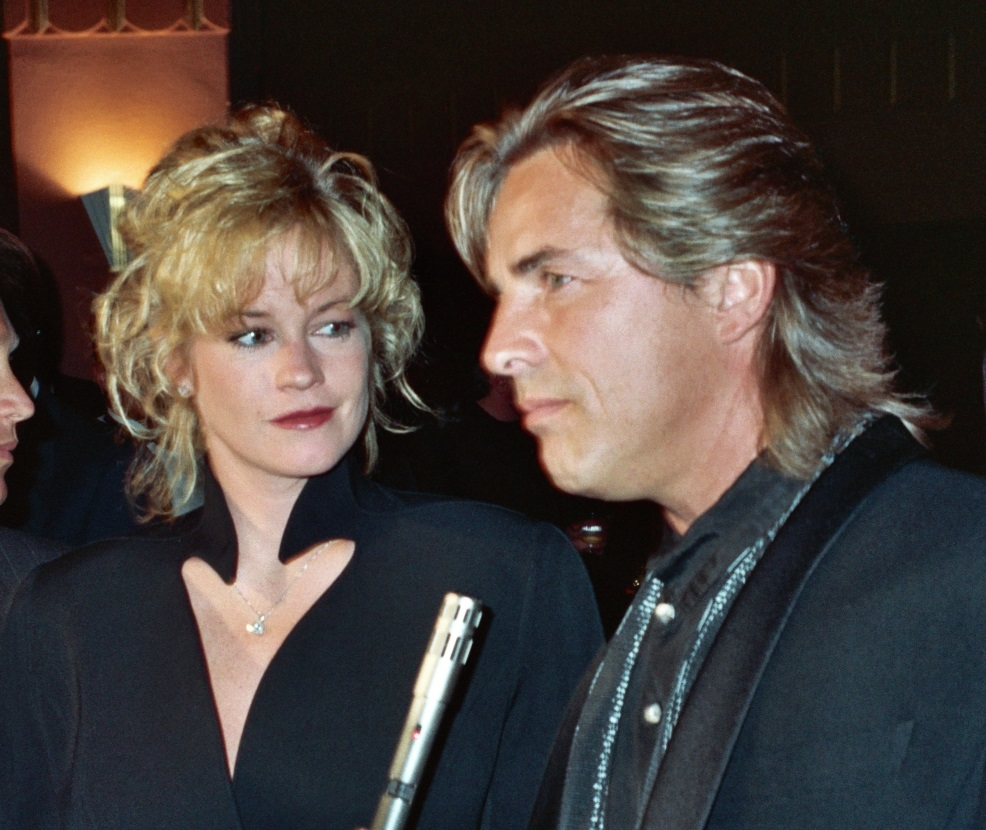
Мелани Гриффит и Дон Джонсон (1990)

Дон Джонсон часто оказывался в центре внимания СМИ в связи с проблемами с наркотиками и разводами. Официально на данный момент он был женат пять раз на четырёх женщинах и три его брака были очень скоротечными. Первые два брака (в 1968 и 1973 годах) были аннулированы в течение нескольких дней — имена этих женщин в данный момент не обнародованы. У него пятеро детей: сын Джесси Уэйн (р. 07.12.1982) от певицы Пэтти д’Арбанвилль, дочь Дакота Майи Джонсон (р. 04.10.1989) от актрисы Мелани Гриффит, а также дочь Атертон Грейс (р. 28.12.1999) и два сына Джаспер Брекенридж (р. 06.06.2002) и Дикон Джеймс (р. 29.04.2006) с нынешней супругой Келли Фледжер (Kelley Phleger). На Мелани Гриффит Джонсон женился дважды: сначала в 1976 году (они познакомились, когда ей было 14 лет, затем через год они стали жить вместе, в день 18-летия они обручились и поженились в январе 1976 года, но в июле уже подали на развод), а затем актёров связывали семейные узы с 1989 по 1996 год.
В 1980 году Джонсон встречался с Салли Адамс, матерью актрисы Николетт Шеридан. Сибилл Шепард писала о связи с Джонсоном во время съемок телевизионного мини-сериала «Долгое жаркое лето» (1985). Далее у Джонсона были отношения с Барброй Стрейзанд, продолжавшиеся, по крайней мере, до сентября 1988 года. Всего через несколько дней после разрыва со Стрейзанд 38-летний Джонсон был связан с 18-летней Умой Турман.
В 1996–1997 годах Джонсон встречался с Джоди Лин О'Киф, сыгравшей его дочь в сериале «Нэш Бриджес». Джонсону в то время было 47 лет, а О'Киф — 18.
13 марта 2003 года СМИ сообщили, что в ноябре 2002 года Дон Джонсон был задержан представителями таможенной службы на германо-швейцарской границе с документами на перевод 8 млрд долларов. Актёр заявил, что ценные бумаги принадлежали его попутчикам, с которыми он вёл переговоры о финансировании своих фильмов.
Джонсон подозревался в отмывании денег, но его заявление подтвердилось, обвинения были сняты, а таможенная служба Германии принесла актёру официальные извинения.

## Избранная фильмография
| Год       |    | Русское название                    | Оригинальное название                  | Роль                   |
| --------- | -- | ----------------------------------- | -------------------------------------- | ---------------------- |
| 1970      | ф  | Волшебный сад Стенли Свитхарта      | The Magic Garden Of Stanley Sweetheart | Стэнли Свитхарт        |
| 1971      | ф  | Захария                             | Zachariah                              | Мэттью                 |
| 1973      | ф  | Эксперимент Харрада                 | The Harrad Experiment                  | Стэнли Коул            |
| 1974      | ф  | Парень и его собака                 | A Boy and His Dog                      | Вик                    |
| 1975      | ф  | Возвращение в округ Макон           | Return to Macon County                 | Харли МакКей           |
| 1977      | тф | Девушки с обложки                   | The Cover Girls                        | Джонни Уилсон          |
| 1980      | тф | Месть степфордских жён              | Revenge of the Stepford Wives          | офицер Энди Брэйди     |
| 1984—1989 | с  | Полиция Майами                      | Miami Vice                             | детектив Санни Крокетт |
| 1985      | ф  | Прекратить огонь!                   | Cease Fire                             | Тим Мерфи              |
| 1988      | с  | Непридуманные истории               | Tales of the Unexpected                | Бейкер                 |
| 1988      | ф  | Приятный танец сердец               | Sweet Hearts Dance                     | Вилли Бун              |
| 1989      | ф  | Насмерть                            | Dead Bang                              | детектив Джерри Бек    |
| 1990      | ф  | Игра с огнём                        | The Hot Spot                           | Харри                  |
| 1991      | ф  | Рай                                 | Paradise                               | Бен Рид                |
| 1991      | ф  | Харли Дэвидсон и Ковбой Мальборо    | Harley Davidson and the Marlboro Man   | Мальборо               |
| 1993      | ф  | Уроки любви                         | Пол Виралл                             |                        |
| 1993      | ф  | Виновен вне подозрений              | Guilty As Sin                          | Дэвид                  |
| 1995      | ф  | Вопрос чести                        | In Pursuit of Honor                    | Джон                   |
| 1996      | ф  | Жестяной кубок                      | Tin Cup                                | Дэвид Симмс            |
| 1996—2001 | с  | Детектив Нэш Бриджес                | Nash Bridges                           | Нэш Бриджес            |
| 1998      | ф  | Прощай, любовник                    | Goodbye Lover                          | Бен Данмор             |
| 2003      | тф | Слово чести                         | Word of Honor                          | Бенджамин Тайсон       |
| 2007      | ф  | Победительница                      | Moondance Alexander                    | Данте                  |
| 2010      | ф  | Однажды в Риме                      | When In Rome                           | отец Бет               |
| 2010      | ф  | Мачете                              | Machete                                | лейтенант Вон Джексон  |
| 2011      | ф  | Старая добрая оргия                 | A Good Old Fashioned Orgy              | Джерри Кепплер         |
| 2011      | ф  | Баки Ларсон: Рождённый быть звездой | Bucky Larson: Born to Be a Star        | Майлс Дип              |
| 2012      | ф  | Джанго освобождённый                | Django Unchained                       | Спенсер Беннет         |
| 2014      | ф  | Другая женщина                      | The Other Woman                        | Фрэнк                  |
| 2014      | ф  | Холод в июле                        | Cold in July                           | Джим Боб               |
| 2014—2015 | с  | От заката до рассвета               | From Dusk Till Dawn: The Series        | шериф Эрл Макгроу      |
| 2017      | ф  | Месть: История любви                | Vengeance: A Love Story                | Джей Киркпатрик        |
| 2018      | с  | Из Лос-Анджелеса в Вегас            | L.A. to Vegas                          | Джек Сильвер           |
| 2018      | ф  | Книжный Клуб                        | Book Club                              | Артур                  |
| 2018      | ф  | Закатать в асфальт                  | Dragged Across Concrete                | лейтенант Каверт       |
| 2018      | ф  | Хранилище                           | Vault                                  | Джерри                 |
| 2019      | с  | Хранители                           | Watchmen                               | шеф Джадд Кроуфорд     |
| 2019      | ф  | Достать ножи                        | Knives Out                             | Ричард Драйсдейл       |
| 2023      | ф  | Книжный клуб: Новая глава           | Book Club 2 – The Next Chapter         | Артур                  |
| 2024      | ф  | Ребел-Ридж                          | Rebel Ridge                            | шеф Сэнди Бернн        |
| 2024      | ф  | Ячейка 234                          | Unit 234                               | Главарь                |